# Zaubermond-Verlag
Der Zaubermond-Verlag ist ein Buchverlag und Hörspiellabel mit Sitz in Hamburg.
Seit 2006 ist Dennis Ehrhardt Inhaber von Zaubermond. Neben seiner Verlagstätigkeit ist Ehrhardt zudem als Skriptautor und Regisseur verschiedener Hörspielserien tätig, z. B. für Geisterjäger John Sinclair und die historische Krimireihe Sonderberg & Co.
Zaubermond veröffentlicht vierteljährlich neue Romane verschiedener Buchserien aus dem Mystery-, Horror- und Fantasybereich. Ein Großteil des Verlagsprogramms ist mittlerweile auch in digitaler Form als E-Book erhältlich.
Seit 2008 ist Zaubermond außerdem als Hörspiellabel aktiv und produziert preisgekrönte Hörspiele (z. B. Loreley nach dem Roman von Kai Meyer) und Hörspielserien (u. a. Dorian Hunter und Die Elfen für das Universal-Music-Label „Folgenreich“).
2013 wurde der Verlag mit dem Ohrkanus-Hörbuch- und Hörspielpreis als „Bestes Label“ ausgezeichnet.

## Aktuell erscheinende Buchserien
- Bad Earth
- Das Haus Zamis (ehemals Coco Zamis)
- Dorian Hunter (ehemals Dämonenkiller)
- Perry Rhodan Planetenromane
- Vampir Horror

## Aktuell erscheinende Hörspielserien
- Dorian Hunter
- Die Elfen
- Sonderberg & Co.
- Kai-Meyer-Hörspiele

## Eingestellte oder beendete Serien
- Ashes
- Das Volk der Nacht (ehemals Vampira)
- Die Abenteurer
- Dan Shocker's Macabros
- Jerry Cotton
- Maddrax
- Professor Zamorra
- Reverend Pain
- Perry Rhodan Plejaden
- Sternenfaust
- Ted Ewigk
- Tony Ballard
- Torn – Wanderer der Zeit
- Torn – Wanderer der Zeit – Classics